# Herrarnas fristående i gymnastik vid olympiska sommarspelen 1988
Herrarnas fristående i gymnastik vid olympiska sommarspelen 1988 avgjordes den 18-24 september i Olympic Gymnastics Arena.

## Medaljörer
| Gren                 | Guld                         | Silver                         | Brons               |
| Herrarnas fristående | Sergej Charkov Sovjetunionen | Vladimir Artemov Sovjetunionen | Lou Yun Kina        |
| Herrarnas fristående | Sergej Charkov Sovjetunionen | Vladimir Artemov Sovjetunionen | Yukio Iketani Japan |

## Resultat

### Final
| Placering | Gymnast                  | C     | O      | C+O    | Kval  | Final | Totalt |
| --------- | ------------------------ | ----- | ------ | ------ | ----- | ----- | ------ |
|           | Sergej Charkov (URS)     | 9,900 | 10,000 | 19,900 | 9,950 | 9,975 | 19,925 |
|           | Vladimir Artemov (URS)   | 9,950 | 9,950  | 19,900 | 9,950 | 9,950 | 19,900 |
|           | Lou Yun (CHN)            | 9,950 | 9,950  | 19,900 | 9,950 | 9,900 | 19,850 |
|           | Yukio Iketani (JPN)      | 9,900 | 9,900  | 19,800 | 9,900 | 9,950 | 19,850 |
| 5         | Li Ning (CHN)            | 9,900 | 9,950  | 19,850 | 9,925 | 9,875 | 19,800 |
| 6         | Boris Preti (ITA)        | 9,900 | 9,900  | 19,800 | 9,900 | 9,875 | 19,775 |
| 7         | Kalofer Christozov (BUL) | 9,900 | 9,900  | 19,800 | 9,900 | 9,850 | 19,750 |
| 8         | Curtis Hibbert (CAN)     | 9,900 | 9,850  | 19,750 | 9,875 | 9,650 | 19,525 |